# Gašper Fistravec
Gašper Fistravec, slovenski veslač, * 27. januar 1987.
Fistravec je za Slovenijo nastopil na Poletnih olimpijskih igrah v Pekingu, kjer je v dvojnem četvercu v repesažu osvojil četrto mesto.